# Mieczysław Piotrowski (działacz sportowy)
Mieczysław Piotrowski (ur. 9 maja 1907 w Krakowie, zm. 28 września 1971 tamże) – polski działacz sportowy.

## Życiorys
W czasie nauki szkolnej został członkiem koła sportowego przy Gimnazjum św. Anny w Krakowie, następnie był zawodnikiem i działaczem  Cracovii, w której był współzałożycielem sekcji tenisa stołowego, koszykówki, siatkówki i piłki ręcznej. W 1928 uczestniczył w zebraniu założycielskim Krakowskiego Okręgowego Związku Gier Sportowych, w tym samym roku sięgnął z Cracovią po mistrzostwo Krakowa w piłce ręcznej. Razem ze Stefanem Fabrym Kierował sekcją koszykówki Cracovii, która w 1929 sięgnęła po mistrzostwo Polski. Od 1935 był członkiem zarządu Polskiego Związku Gier Sportowych, w latach 1936-1939 kapitanem sportowym Polskiego Związku Piłki Ręcznej (który zrzeszał wówczas piłkarzy ręcznych, siatkarzy i koszykarzy) odpowiedzialnym za koszykówkę. W tej roli kierował polskimi zespołami, które wystąpiły na igrzyskach olimpijskich w Berlinie w 1936 (mężczyźni - 4. miejsce) oraz mistrzostwach Europy mężczyzn w 1937 (4. miejsce) i 1939 (3. miejsce) i mistrzostwach Europy kobiet w 1938 (3. miejsce). W 1938 był także członkiem kierownictwa reprezentacji Polski na mistrzostwa świata w piłce ręcznej w odmianie 11-osobowej
W 1937 został sędzią międzynarodowej w koszykówce w 1938 w piłce ręcznej.
W marcu 1945 został wybrany prezesem reaktywowanego po II wojnie światowej Krakowskiego Okręgowego Związku Piłki Ręcznej (wkrótce zastąpił go Zygmunt Preussner), w listopadzie 1945 wiceprezesem i kapitanem związkowym odpowiedzialnym za koszykówkę w Polskim Związku Piłki Ręcznej, tę ostatnią funkcję pełnił do 1947. W 1946 w zastępstwie Józefa Pachli kierował reprezentacją Polski na mistrzostwach Europy (zespół zajął 9. miejsce). W latach 1957–1961 był wiceprezesem ds. sportowych reaktywowanego Związku Piłki Ręcznej w Polsce.
Był także członkiem komisji sportowej Międzynarodowej Federacji Koszykówki.
Jego żona, Maria Piotrowska, z d. Kamińska (1914-1965) była wicemistrzynią Polski w hazenie, córka Bożena Sołtykiewicz mistrzynią Polski w piłce ręcznej w 1967, syn, Mieczysław Piotrowski sędzią ligowym w piłce ręcznej.